# Amerika
Amerika (pronunciació alemanya: [aˈmeːʁika]) és un antiga colònia fabril a l'estat lliure alemany de Saxònia i un districte de la ciutat de Penig.
Com a petit poble de 79 residents (2010), es coneix només pel seu nom, la paraula alemanya per a Amèrica, que se li va donar al segle xix. El 1836 es va construir una fàbrica de filatura a la riba esquerra del riu Zwickauer Mulde, però les cases per a treballadors i empleats no es van construir fins al 1870. Inicialment, perquè un pont només es va construir molt després, van obrir-se treballadors i visitants del marge dret de el riu va haver de creuar l'aigua amb pedres o barques per accedir al lloc. Com que "creuar l'estany" en aquells temps s'entenia principalment que emigrava a Amèrica, la fàbrica va ser anomenada "Amerika" per la població local. El nom es va fer oficial el 1876 (de passada, el centenari dels Estats Units d'Amèrica) quan l'estació de ferrocarril del poble va rebre el nom de "Amerika".
La fàbrica es va tancar el 1991. Amerika va formar part d'Arnsdorf fins al 1993 i, juntament amb aquesta última, va passar a formar part de Penig el 1994. El 1995, la ciutat de Penig va comprar els edificis del Treuhandanstalt, i comerços nous i un museu (inclòs Des d'aleshores s'han establert tallers de serrallers i talladors d'arxiu, alimentats per una turbina d'aigua reformada).